# Amatuku
Amatuku là một hòn đảo nhỏ của Funafuti, Tuvalu  nơi có Viện đào tạo hàng hải Tuvalu. Có thể đến Amatuku từ Tengako, đây là bán đảo ở đầu phía bắc của đảo Fongafale.